# Porta Romana
Porta Romana – stacja metra w Mediolanie, na linii M3. Znajduje się na Corso di Porta Romana, w Mediolanie i zlokalizowana jest pomiędzy stacjami Crocetta i Lodi T.I.B.B. Została otwarta w 1990.